# Tefroseris całolistny
Tefroseris całolistny, starzec polny (Tephroseris integrifolia (L.) Holub) – gatunek rośliny z rodziny astrowatych (Asteraceae). Występuje w Europie (bez Skandynawii) i w Azji, od Francji na zachodzie po Japonię na wschodzie. W Polsce rośnie na Wyżynie Małopolskiej, Lubelskiej, Roztoczu i w Pieninach. W tych ostatnich znane jest tylko jedno stanowisko na Podskalniej Górze. Liczniej występuje w słowackich Pieninach.

## Morfologia

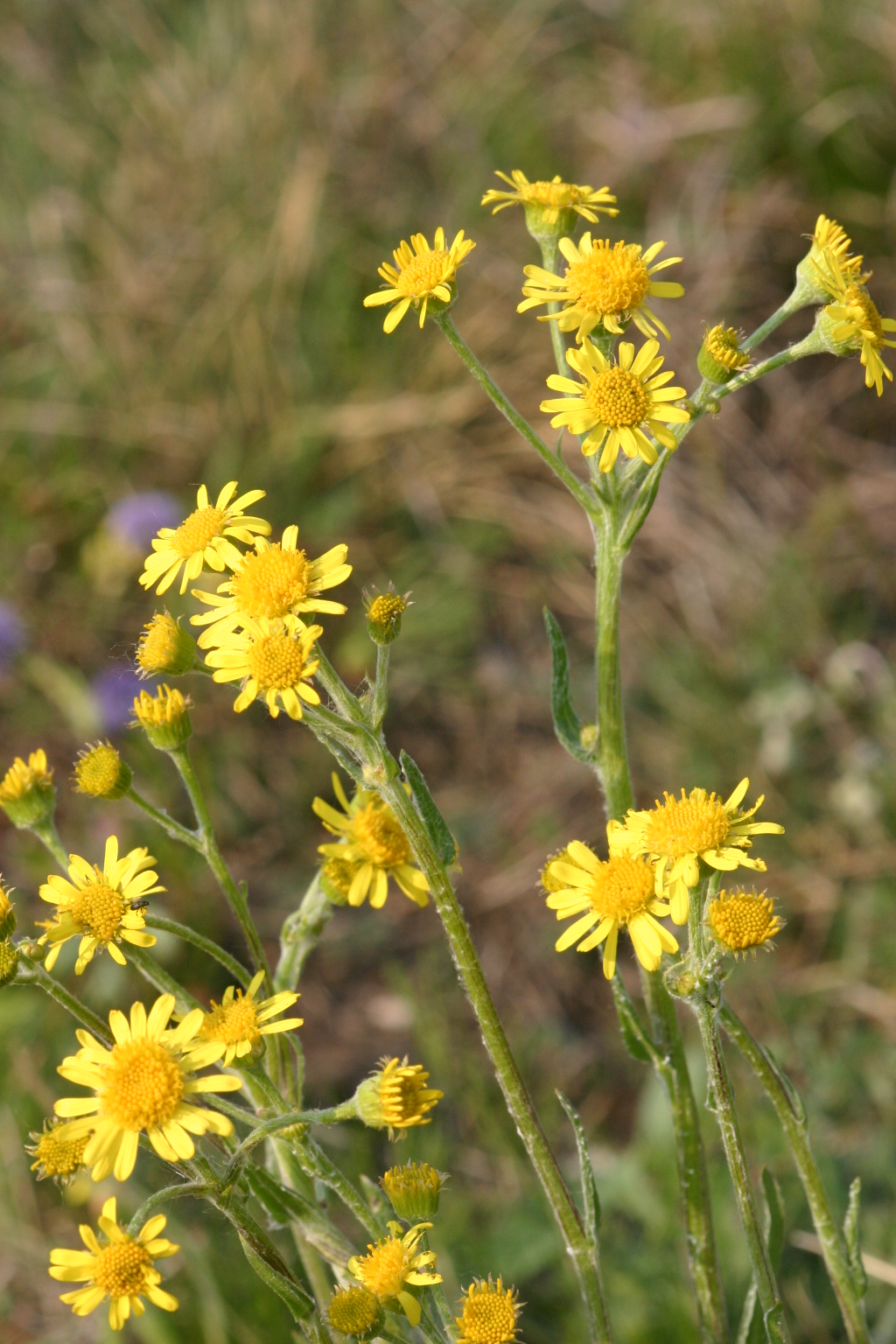
Kwiatostany

ŁodygaPojedyncza, wzniesiona, o wysokości 7–50 cm z krótkim kłączem. U młodych roślin jest pajęczynowato owłosiona, u starszych naga, ale zachowują się na niej krótkie, 3-komórkowe włoski, nieco tylko wystające.
LiścieCałobrzegie, długości 3–10 cm i szerokości 2,5–3,5 cm. Liście dolne zebrane w różyczkę, zaokrąglone lub jajowate o nasadzie nagle ściągniętej w krótki ogonek. Liście środkowe podłużne, siedzące i nieco zbiegające po łodydze. Liście najwyższe lancetowate. Owłosienie podobnie jak na łodydze.
KwiatyZebrane w 3–11 koszyczków, te z kolei zebrane w baldach złożony. Okrywa zielona. W koszyczku znajduje się 12–15 kwiatów języczkowych długości 10–20 mm i szerokości 1,5–2,5 mm.
OwocŻeberkowana, owłosiona długimi i miękkimi włoskami niełupka długości 2,5–3,5 mm z puchem kielichowym do 13 mm długości.

## Biologia i ekologia
Bylina, hemikryptofit. Rośnie w murawach kserotermicznych. Kwitnie w maju i czerwcu. Liczba chromosomów 2n = 48. Gatunek charakterystyczny związku Cirsio-Brachypodion pinnati.

## Systematyka i zmienność
W obrębie gatunku wyróżnia się 14 taksonów wewnątrzgatunkowych, w tym 13 podgatunków:
- Tephroseris integrifolia subsp. atropurpurea (Ledeb.) B.Nord.
- Tephroseris integrifolia subsp. aucheri (DC.) B.Nord.
- Tephroseris integrifolia subsp. aurantiaca (Hoppe) B.Nord. ex Greuter – tefroseris całolistny pomarańczowy[4], starzec pomarańczowy[5]
- Tephroseris integrifolia subsp. capitata (Wahlenb.) B.Nord. – tefroseris całolistny główkowaty[4], starzec główkowaty[5]
- Tephroseris integrifolia subsp. caucasigena (Schischk.) Greuter
- Tephroseris integrifolia subsp. igoschinae (Schischk.) Sennikov
- Tephroseris integrifolia subsp. integrifolia
- Tephroseris integrifolia subsp. jailicola (Juz.) Greuter
- Tephroseris integrifolia subsp. karsiana (V.A.Matthews) B.Nord.
- Tephroseris integrifolia subsp. maritima (Syme) B.Nord.
- Tephroseris integrifolia subsp. primulifolia (Cufod.) Greuter
- Tephroseris integrifolia subsp. serpentini (Gáyer) B.Nord.
- Tephroseris integrifolia var. spathulata (Miq.) H.Ohba
- Tephroseris integrifolia subsp. tundricola (Tolm.) B.Nord.

## Zagrożenia
Podgatunek typowy umieszczony jest na Czerwonej liście roślin i grzybów Polski (2006, 2016) w grupie gatunków narażonych na wymarcie (kategoria zagrożenia: VU). Zagrożone są także oba podgatunki, na liście ujęte w randze osobnych gatunków.